# Рогі (Опольське воєводство)
Рогі (пол. Rogi, нім. Rogau) — село в Польщі, у гміні Немодлін Опольського повіту Опольського воєводства. Населення — 189 осіб (2011).

## Демографія
Демографічна структура станом на 31 березня 2011 року:
|          | Загалом | Допрацездатний вік | Працездатний вік | Постпрацездатний вік |
| -------- | ------- | ------------------ | ---------------- | -------------------- |
| Чоловіки | 81      | 14                 | 57               | 10                   |
| Жінки    | 108     | 18                 | 64               | 26                   |
| Разом    | 189     | 32                 | 121              | 36                   |